# O Ornitólogo
O Ornitólogo (Engelse titel: The Ornithologist) is een Portugees-Frans-Braziliaanse film uit 2016, geschreven en geregisseerd door João Pedro Rodrigues. De film ging op 8 augustus in première in de competitie van het internationaal filmfestival van Locarno.

## Verhaal
De film vertelt de legende van Sint-Antonius van Padua. In de wildernis van Noord-Portugal peddelt de ornitholoog Fernando met zijn kajak over de rivier. Tijdens het spotten van een zwarte ooievaar wordt hij verrast door de stroming, verliest zijn kajak en wordt bewusteloos meegesleurd door de rivier. Tijdens zijn overlevingstocht heeft hij enkele bijzondere ontmoetingen. Fernando wordt gered door twee Chinese pelgrims die op weg zijn naar Santiago de Compostella en een voorliefde blijken te hebben voor bondage en castratie. Verder ontmoet hij een herder genaamd Jesus en een stel heidenen die zich bezig houden met waanzinnige rituelen. Fernando ontmoet ook een stel vrouwen die topless op pad zijn en bewapend met jachtgeweren. Gaandeweg verandert Fernando tijdens zijn tocht in Antonius van Padua.

## Rolverdeling
| Acteur | Personage                             |
| --- | ------------------------------------- |
| Paul Hamy | Fernando                              |
| João Pedro Rodrigues                                                                                                   | António                               |
| Chan Suan | Lin                                   |
| Xelo Cagiao | Jezus Tomás (tweelingbroer van Jezus) |
| Juliane Elting | Blonde jaagster                       |
| Flora Bulcão | Jaagster 1                            |
| Isabelle Puntel | Jaagster 2                            |
| Alexandre Alverca André Freitas David Silva Pereira Gil Mendes Da Silva Miguel Ângelo Marujo Nuno Santos Ricardo Jorge | Gemaskerde mannen                     |

## Prijzen en nominaties
De belangrijkste:
| Jaar | Prijs                                   | Categorie   | Genomineerde(n)      | Uitslag  |
| ---- | --------------------------------------- | ----------- | -------------------- | -------- |
| 2016 | Internationaal filmfestival van Locarno | Beste regie | João Pedro Rodrigues | Gewonnen |